# عطاء: كيف يمكن لكل فرد منا تغيير العالم (كتاب)

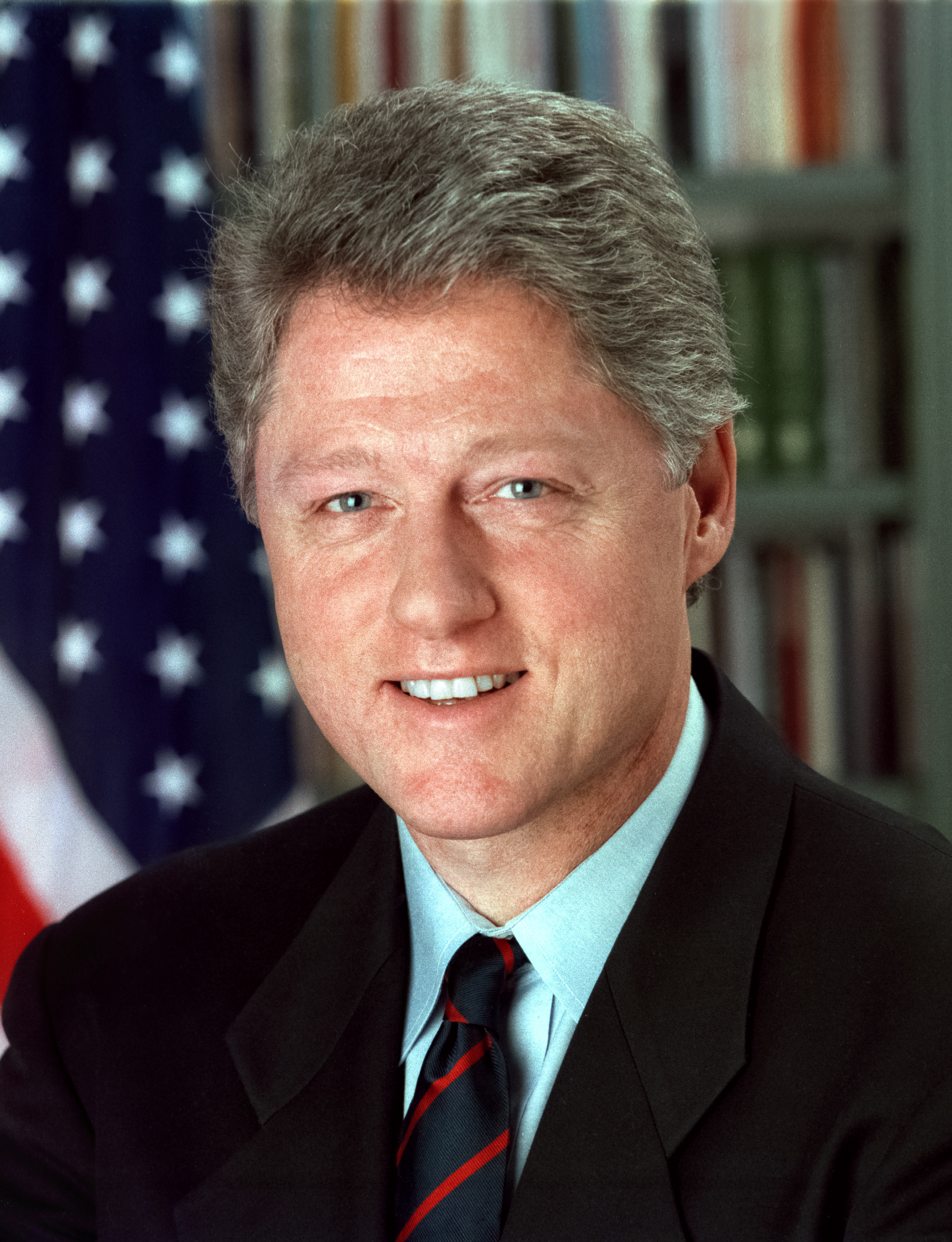
بيل كلينتون

عطاء: كيف يمكن لكل فرد منا تغيير العالم، هو كتاب لرئيس الولايات المتحدة الأسبق بيل كلينتون نُشِرَ في سبتمبر عام 2007، لدار نشر نوف، راندوم هاوس. تجاوزت أعداد الطبعة الأولى 750,000 نسخة، ليدخل في قائمة أكثر الكتب مبيعا وفقا لصحيفة نيويورك تايمز في الأسبوع الأول من صدوره.

## الكتاب
تم الإعلان عن تخصيص جزء غير محدود من عائدات الكتاب للأسباب المذكورة في الكتاب، قبل أن يحسم كلينتون في نهاية المطاف الأمر ويعلن تبرعه بمليون دولار للأعمال الخيرية. هذا وقد تزامن صدور الكتاب مع محاولة زوجته السيناتورة الصاعدة في الولايات المتحدة آنذاك عن ولاية نيويورك هيلاري رودام كلينتون الفوز بترشيح الحزب الديمقراطي لمنصب الرئاسة.
كتب الصحفي بيتر باكر مراجعة في صحيفة واشنطن بوست واصفا فيها الكتاب بأنه شرح لكتاب زوجته هيلاري الذي نشر عام 1996 تحت اسم «تتطلب قرية». يتناول الكتاب تفاصيل الجهود والأنشطة التي تمولها مؤسسة كلينتون، مع رسالة تشجيع للقراء للانضمام إلى المؤسسة أو إلى أي جمعية خيرية.
يذكر الكتاب أشهر الأعمال الخيرية للشخصيات العامة مثل أوبرا وينفري، وأندريه أغاسي ووارن بافت.
يمكن استخدام الكتاب كدليل للعاملين في مجال جمع التبرعات سواء من ناشطي المنظمات الحكومية أو غير الحكومية.

### الوصف
وصف بيتر «عطاء: كيف يمكن لكل فرد منا تغيير العالم» بأنه إعلان موسع عن الخدمات العامة متنكرا في صورة كتاب. بينما وصف الكاتب والصحفي في جريدة نيوزداي جون فريمان الكتاب بأنه مؤثر وملهم.
بحلول أبريل عام 2008، وصلت أرباح كلينتون من كتابي عطاء وماي لايف ما يقرب من 30 مليون دولار، 6. مليون من عطاء غير المليون دولار الذي وعد بالتبرع به.

## الجوائز
تم ترشيح النسخه الصوتية للكتاب للحصول على جائزة جرامي.

## وصلات خارجية
- عطاء: كيف يمكن لكل فرد منا تغيير العالم (كتاب) على موقع الموسوعة البريطانية (الإنجليزية)

- نقد ووصف الكتاب على موقع أمازون
- مراجعة بارنز ونوبل للكتاب
- مراجعة ومقتطفات الكتاب

يوتيوب
- حوار الرئيس بيل كلينتون عن كتابه عطاء
- تراث الرئيس بيل كلينتون- الجزء الأول.
- تراث الرئيس بيل كلينتون- الجزء الثاني.